# Flúðir
Flúðir (svenska: "Forsarna") är en ort i Hrunamannahreppur i Suðurland i Island.. Flúðir ligger 79 meter över havet och antalet invånare är 432.
Skådespelerskan Noomi Rapace bodde i Flúðir med sin mor och styvfar under delar av sin uppväxt.